# Virtus Rieti 2002-2003

## 2002/2003

### Risultati ottenuti
- Serie B d'Eccellenza: Stagione regolare: 4º posto. Playoff: quarti di finale.
- Coppa di Lega: non qualificata.

### Roster
|  | Italia (bandiera) · Stati Uniti (bandiera) | LaShun McDaniel -      |
|  | Italia (bandiera) · Uruguay (bandiera)     | Marcelo Capalbo -      |
|  | Italia (bandiera) · Argentina (bandiera)   | Nicolás Gianella +     |
|  | Italia (bandiera)                          | Alessandro Michelon +  |
|  | Italia (bandiera)                          | Emiliano Lucci -       |
|  | Italia (bandiera)                          | Antonello Riva         |
|  | Italia (bandiera)                          | Michele Zanatta        |
|  | Italia (bandiera)                          | Massimo Guerra         |
|  | Italia (bandiera)                          | Donato Avenia          |
|  | Italia (bandiera)                          | Ivan Riva              |
|  | Italia (bandiera) · Argentina (bandiera)   | Maximiliano Reale      |
|  | Italia (bandiera)                          | Giuseppe Falco -       |
|  | Italia (bandiera)                          | Andrea Cempini         |
|  | Italia (bandiera)                          | Lorenzo Di Marcantonio |
|  | Italia (bandiera)                          | Simone Bagnoli         |